# Guido Alessandro Bonnet
Guido Alessandro Bonnet (fl. XIX secolo) è stato un canottiere italiano.
Partecipò ai Campionati europei di canottaggio del 1899 nella gara dell'otto dove conquistò la medaglia d'argento.
Già consigliere della Società Ginnastica Milanese Forza e Coraggio, nel 1891 fondò la Società Canottieri Milano.

## Palmarès
| Anno | Manifestazione | Sede    | Evento | Risultato | Note |
| ---- | -------------- | ------- | ------ | --------- | ---- |
| 1899 | Europei        | Ostenda | Otto   | Argento   |      |